# روابط ایران و کوزوو
روابط ایران و کوزوو روابط خارجی ایران و کوزوو است.

## تاریخچه
در ۱۳ مارس ۲۰۰۸، محمود احمدی‌نژاد، رئیس‌جمهور ایران گفت که ایران پس از در نظر گرفتن مسائل و شرایط منطقه، تصمیم گرفته‌است که استقلال کوزوو را به رسمیت نشناسد.
در ابتدای مارس ۲۰۰۸، غلامرضا انصاری، سفیر ایران در روسیه گفت که «این پرسش جنبه‌های بسیار مهمی دارد. صادقانه بگویم، سازمان ملل متحد یکی از اعضای خود را به دو قسمت تقسیم کرد، اگرچه ماده ۱۲۴۴ تمامیت ارضی صربستان را تأیید می‌کند. این یک رویداد بسیار عجیب است. ما فکر می‌کنیم برخی کشورها سعی می‌کنند سازمان‌های بین‌المللی را تضعیف کنند. در حال حاضر، ایران در حال بررسی مسئله آینده کوزوو است. ایران نگرانی خود را از تضعیف سازمانهای بین‌المللی ابراز می‌دارد».
در سپتامبر ۲۰۱۱، محمد آخوندزاده، معاون وزیر امور خارجه ایران، در جریان شورای سالانه NAM که در بلگراد در آن سال برگزار شد، از صربستان دیدار کرد و اعلام کرد که ایران کوزوو را به عنوان یک کشور مستقل به رسمیت نمی‌شناسد.
در آوریل ۲۰۱۲، رامین مهمان‌پرست، معاون وزیر امور خارجه ایران در سفری در بلگراد گفت که ایران به تصمیم خود مبنی بر به رسمیت نشناختن استقلال کوزوو پایبند خواهد بود.